# Jens Hultén
Jens Charley Hultén (Stoccolma, 6 dicembre 1963) è un attore svedese.

## Filmografia parziale

### Cinema
- Under ytan, regia di Daniel Fridell (1997)
- Made in YU, regia di Miko Lazic (2005)
- Lilla Jönssonligan och stjärnkuppen, regia di David Berron (2006)
- Johan Falk: GSI - Gruppen för särskilda insatser, regia di Anders Nilsson (2009)
- Gränsen, regia di Richard Holm (2011)
- Skyfall, regia di Sam Mendes (2012)
- Il mistero di Ragnarok (Gåten Ragnarok), regia di Mikkel Brænne Sandemose (2013)
- Il centenario che saltò dalla finestra e scomparve (Hundraåringen som klev ut genom fönstret och försvann), regia di Felix Herngren (2013)
- Jönssonligan - Den perfekta stöten, regia di Alain Darborg (2015)
- Mission: Impossible - Rogue Nation, regia di Christopher McQuarrie (2015)
- Jerry & Maya - I misteri del diamante perduto (LasseMajas detektivbyrå - Stella Nostra), registi vari (2015)
- L'uomo di 101 anni che non pagò il conto e scomparve (Hundraettåringen som smet från notan och försvann), registi vari (2016)
- 95, regia di Aleksi Mäkelä (2017)
- Alpha - Un'amicizia forte come la vita (Alpha), regia di Albert Hughes (2018)
- Hilma, regia di Lasse Hallström (2022)
- Jakt, regia di Sarah Gyllenstierna (2024)

### Televisione
- Graven - miniserie TV, 8 episodi (2004-2005)
- Höök - serie TV, 11 episodi (2007)
- Kommissarie Winter - serie TV, 8 episodi (2010)
- Omicidi tra i fiordi: Il cavaliere della spiaggia (Fjällbackamorden: Strandridaren) - film TV (2013)
- Conspiracy of Silence - serie TV, 8 episodi (2018)
- Bäckström - serie TV, 11 episodi (2020-2022)